# Epacanthion agubernaculus
Epacanthion agubernaculus is een rondwormensoort uit de familie van de Thoracostomopsidae. De wetenschappelijke naam van de soort is voor het eerst geldig gepubliceerd in 2009 door Guilherme, da Silva & Morgado Esteves.